# لایوس شروت
لایوس شروت (انگلیسی: Lajos Schróth؛ زادهٔ ۲۸ اوت ۱۹۶۰) بازیکن سابق فوتبال اهل مجارستان است که در مجارستان برای اوی‌پشت، در اسپانیا برای کادیس و در فنلاند برای هاکا بازی کرد.